# Afera Der Spiegel
Afera Spiegla lub Afera Der Spiegel – skandal polityczny z 1962 roku wywołany wywieraniem nacisku przez władze RFN na tygodnik informacyjny „Der Spiegel”, w związku z publikacją przez tenże tygodnik artykułu opisującego stan Bundeswehry i ujawniającego szczegółowe dane na temat liczebności wojsk NATO, ich uzbrojenia, a także rozmieszczenia wojsk w razie wybuchu wojny.
Z dzisiejszej perspektywy jest uznawana za wzmocnienie wolności prasy w Niemczech.

## Przebieg
W wydaniu 41/1962 czasopisma „Der Spiegel” Conrad Ahlers w artykule „Warunkowo bezpieczni” (niem. Bedingt abwehrbereit) poinformował opinię publiczną o złej sytuacji Bundeswehry. Tekst mówił, powołując się na kontrolę NATO, że Republika Federalna Niemiec nie byłaby w stanie obronić się przed inwazją Układu Warszawskiego i że atak można by odeprzeć tylko z pomocą zachodnich sił nuklearnych. Według Federalnego Ministerstwa Obrony artykuł o Fallex 62 bazował na ściśle tajnych wewnętrznych dokumentach.
Würzburski konstytucjonalista i ówczesny pułkownik rezerwy Friedrich von der Heydte złożył 11 października 1962 doniesienie o zdradzie państwa, dokonanej przez redakcję „Spiegla”. 23 października został wydany nakaz aresztowania kilku redaktorów, m.in. Conrada Ahlersa, jak i wydawcy oraz redaktora naczelnego Rudolfa Augsteina.
26 października biura Spiegela w Hamburgu, a później również redakcja w Bonn, zostały zajęte przez policję i przeszukane. Jeszcze tego samego dnia Conrad Ahlers, wraz z żoną, został na polecenie Franza Josefa Straußa aresztowany w Maladze przez hiszpańską policję, w trakcie swego urlopu. Aresztowanie Ahlersa w Hiszpanii wzbudziło oburzenie wśród opozycji, gdyż rządził tam wówczas jeszcze dyktator Francisco Franco. Następnego dnia, w sobotę 27 października, na policję zgłosił się Rudolf Augstein i został przekazany do aresztu śledczego.
Działania policyjne doprowadziły do protestów wśród części społeczeństwa, jak i pozostałej prasy, która obawiała się ataku na wolność prasową. Konrad Adenauer bronił tychże kroków na początku listopada, podczas gwałtownego posiedzenia Bundestagu, słowami:

Mamy do czynienia ze straszliwą zdradą ojczyzny w kraju” (...) (szemranie na sali) „Kto to mówi?” „Ja to mówię!”.

Minister obrony Franz Josef Strauß (CSU) zapewniał najpierw, że nie ma nic wspólnego ze skandalem. W toku śledztwa spotęgowały się jednak podejrzenia, że był on w detalach informowany o akcji, którą sam przyspieszał, lecz – co wyszło na jaw dopiero dużo później – omawiał wszelkie swoje działania z kanclerzem Konradem Adenauerem. 30 listopada ogłosił, że po wyborach do Bundestagu nie będzie już uczestniczył w tworzeniu rządu. Ministrowie z nadania FDP (partii liberalnej) podali się, w proteście, do dymisji i tym samym doszło do utworzenia piątego – i zarazem ostatniego – gabinetu Adenauera, w którym to Strauß nie otrzymał teki ministerialnej. Pod naciskiem FDP Adenauer podał wiążący termin swego ustąpienia ze stanowiska szefa rządu, którego dotrzymał.
Rudolf Augstein został po 103 dniach zwolniony z aresztu.
13 maja 1965 III Wydział Karny Federalnego Trybunału Sprawiedliwości stwierdził, że nie ma dowodów, które potwierdzałyby świadomą zdradę tajemnicy państwowej przez Conrada Ahlersa i Rudolfa Augsteina. Tym samym nie wszczęto postępowania sądowego i Afera Spiegla została oficjalnie zakończona.
Spiegel-Verlag (wydawca tygodnika) w styczniu 1966 chciał, aby Federalny Trybunał Sprawiedliwości stwierdził, czy rząd poprzez nakaz przeszukania oraz zajęcie materiałów nie naruszył prawa do wolności prasy. Przy równej liczbie głosów za oraz przeciw skarga konstytucyjna została oddalona.